# Édifice de la Banque Royale
L'Édifice de la Banque Royale, ou Tour de la Banque Royale, est un gratte-ciel ayant abrité le siège social de la Banque royale de 1928 à 1962. Il est situé au 360 rue Saint-Jacques à Montréal, dans le quartier historique du Vieux-Montréal.
Inauguré au printemps 1928, l’Édifice de la Banque Royale fut l’un des derniers imposants immeubles  montréalais érigés avant la crise de 1929. Sa tour repose sur un podium rappelant des palais florentins. Avec ses 28 étages (121 mètres), il était en 1928 l'édifice le plus élevé du Canada et de l'Empire Britannique. Il demeure aujourd'hui le 21e gratte-ciel le plus élevé de Montréal.

## Historique

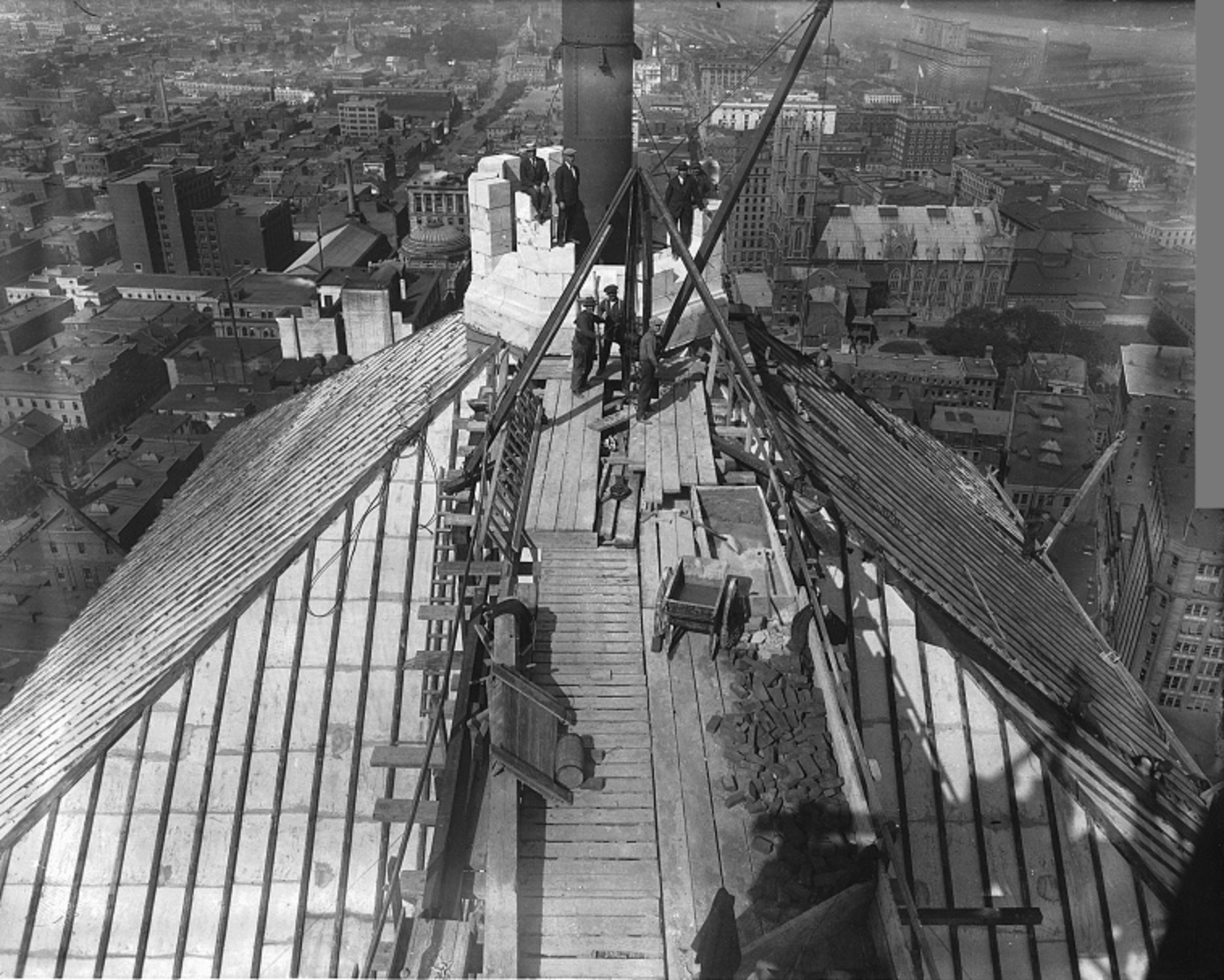
Le plus haut bâtiment du Canada est presque terminé en 1927

En 1907, la Banque royale du Canada déménage son siège social de Halifax à Montréal. En pleine expansion, elle se sent vite à l’étroit dans son immeuble de la rue Saint-Jacques, conçu par Howard Colton Stone. Pour régler ce problème chronique d’espace, le conseil d’administration de la banque la plus importante du Canada commande en 1926 un édifice prestigieux à une agence réputée d’architectes new-yorkais : York and Sawyer (en). Érigé de 1926 à 1928, cet édifice est à l’époque le plus élevé de l’Empire britannique. 
Au printemps 1928, les employés s’installent dans le nouvel immeuble. 
Le siège social, les bureaux des différents services administratifs et la monumentale salle des guichets de la Banque Royale occupent les cinq premiers étages que constituent le socle de ce gratte-ciel. Les chambres fortes sont logées au sous-sol. Les bureaux situés dans la tour sont offerts en location et des compagnies de multiples horizons, autant canadiennes qu’américaines, s’y installent. 
En 1962, après avoir passé 34 ans au même endroit, la Banque Royale déménage son siège social dans un autre édifice phare de Montréal : la place Ville-Marie. Elle conserve toutefois sa succursale bancaire dans l’édifice de la rue Saint-Jacques. L'édifice ayant été vendu en 2002 à la compagnie Gestion Georges Coulombe, la succursale a été déménagée dans la Tour de la Bourse en juillet 2012. En mai 2016, le Crew Collectif & Café a ouvert ses portes dans l’impressionnante salle des guichets du rez-de-chaussée. C'est un café qui offre des espaces de co-working et des salles de travail pour les pigistes.

## Galerie

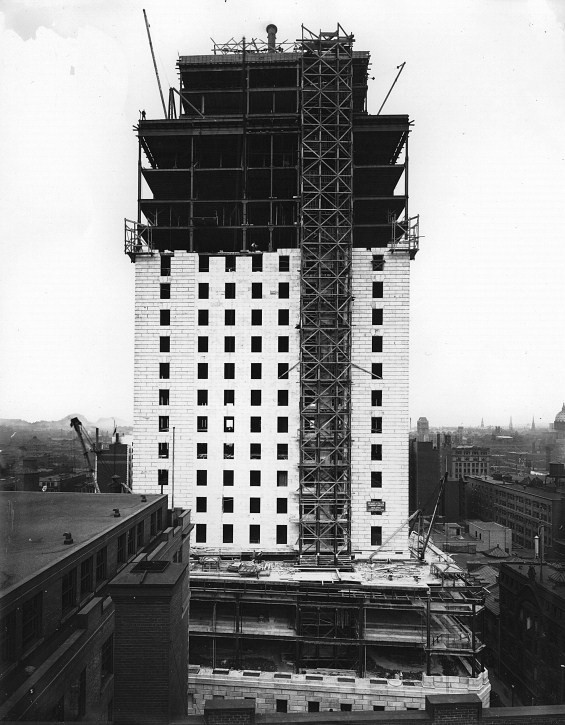
La tour en construction, 1927
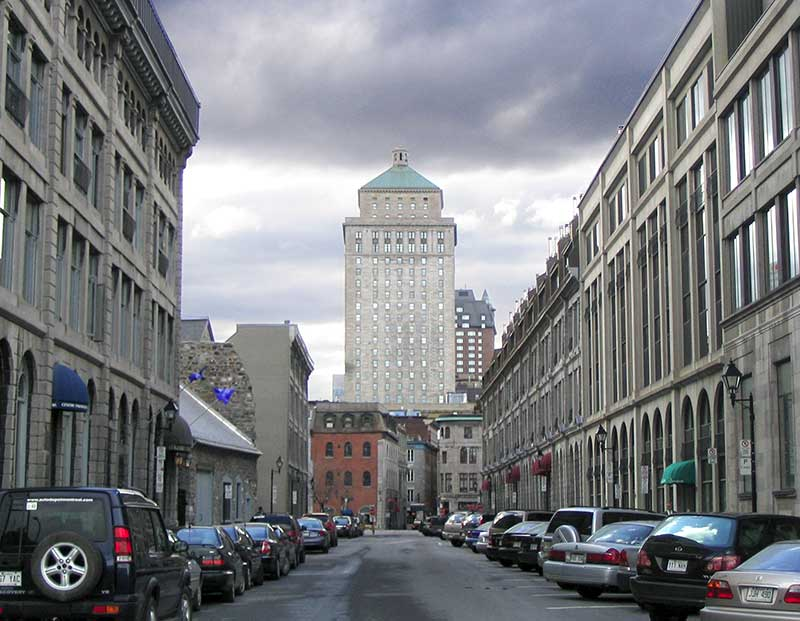
Édifice de la Banque Royale aujourd'hui
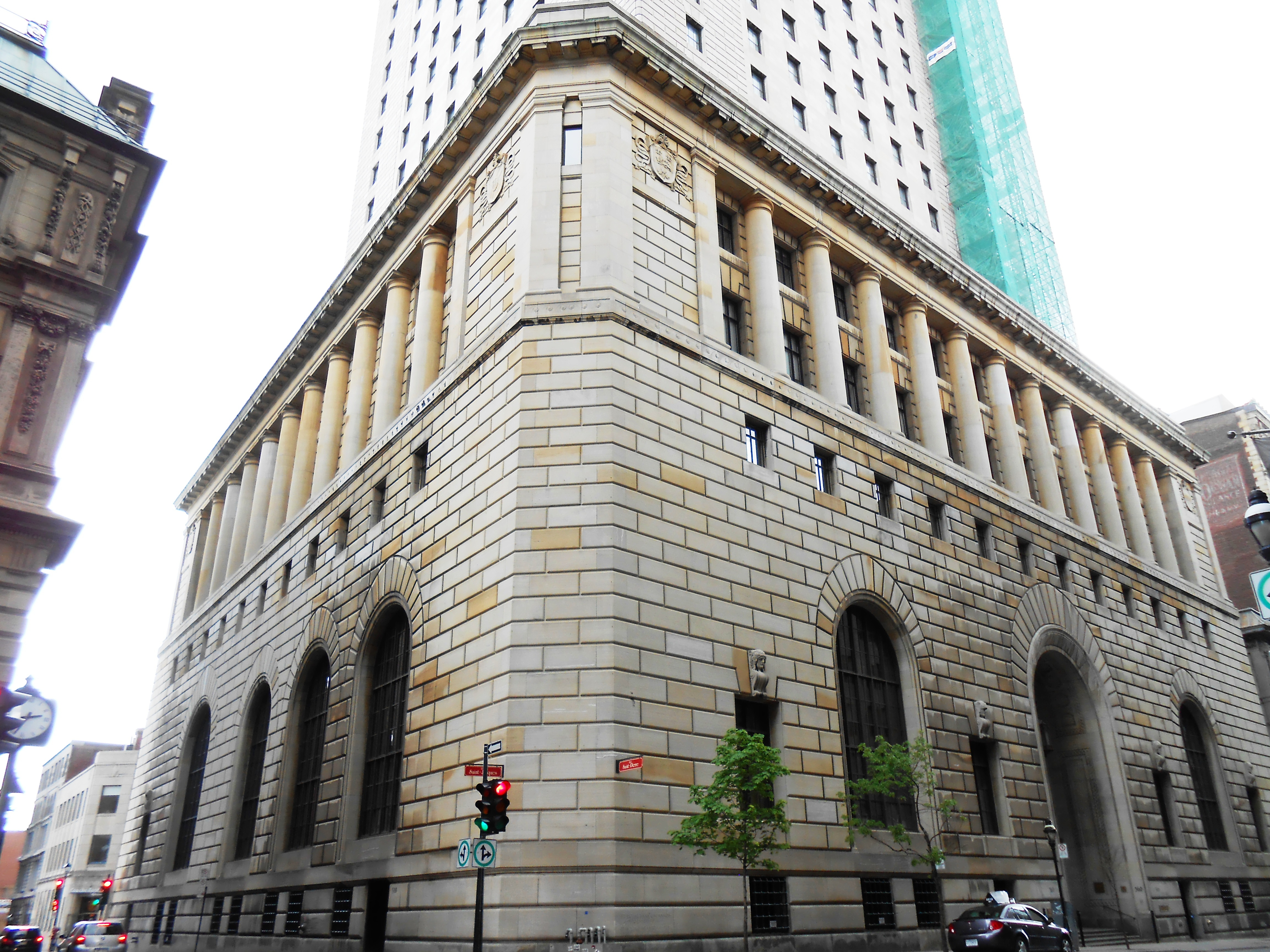
Premiers étages de l'édifice

## Sources
- Fiche du site web du Vieux-Montréal
- Site web GrandQuébec